# 查日苏镇
查日苏镇，是中华人民共和国内蒙古自治区通辽市科尔沁左翼后旗下辖的一个乡镇级行政单位。

## 行政区划
查日苏镇下辖以下地区：
协尔苏嘎查、阿木斯尔嘎查、好力特尔嘎查、东五家子嘎查、达音塔班格日嘎查、布敦花嘎查、汗呼都嘎嘎查、公司塔班格日嘎查、喇嘛套布嘎查、查日苏嘎查、幸福嘎查、宝力特格尔嘎查、乌旦希里嘎查、浩雅日花嘎查、浑特嘎查、沃德淖尔嘎查、浩坦塔班格日嘎查、新立屯嘎查、塔林布敦吐嘎查和车家嘎查。